# The Final Extra
The Final Extra è un film muto del 1927 diretto da James P. Hogan. Prodotto dalla Gotham Productions, aveva come interpreti Marguerite De La Motte, Grant Withers, John Miljan, Frank Beal.

## Trama
Il giovane Pat Riley, aspirante giornalista, prova invidia per il veterano Tom Collins, un reporter di grande esperienza a cui vengono affidati articoli e inchieste prestigiose. Mentre lui viene incaricato di scrivere sull'impresario Mervin Le Roy e sulla sua nuova rivista, Collins si sta occupando di contrabbandieri. A teatro, Pat incontra la figlia di Collins, Ruth, che lavora come ragazza del coro.

Quando però Collins viene ucciso dai contrabbandieri, Pat giura di trovare gli assassini e deciso ad andare a fondo della faccenda, ottiene di continuare lui l'inchiesta.

Ruth deve ballare a una grande festa organizzata da Le Roy. L'impresario, uomo di dubbia reputazione, sembra avere delle intenzioni nei riguardi della ragazza ma l'apparizione di Pat alla festa lo fa esitare. I suoi uomini catturano il giornalista, ma lui poi riesce a scappare, rivelando l'identità del capo della gang alla polizia. Ruth viene salvata dalle grinfie di Le Roy che viene arrestato come l'assassino di suo padre.

## Produzione
Il film fu prodotto dalla Gotham Productions.

## Distribuzione
Il copyright del film, richiesto dalla Lumas, fu registrato il 1º febbraio 1927 con il numero LP23664.
Distribuito dalla Lumas Film Corporation, il film uscì nelle sale statunitensi il 7 febbraio 1927. Nel Regno Unito, fu distribuito il 26 dicembre 1927 dalla Gaumont British Distributors, dopo essere stato presentato a Londra il 14 aprile di quello stesso anno. In Portogallo, il film uscì il 30 agosto 1928 con il titolo O Misterioso.
Il film è stato distribuito in DVD dalla Grapevine Video.

### Conservazione
Copie complete della pellicola si trovano conservate negli archivi della Cinémathèque Royale de Belgique di Bruxelles e in quelli della Library of Congress di Washington.